# Lijst van voetbalinterlands Algerije - Soedan
Deze lijst van voetbalinterlands is een overzicht van alle officiële voetbalwedstrijden tussen de nationale teams van Algerije en Soedan. De Afrikaanse landen hebben tot op heden zes keer tegen elkaar gespeeld. De eerste wedstrijd, een kwalificatiewedstrijd voor het Wereldkampioenschap voetbal 1982, vond plaats op 12 december 1980 in Constantine. Het laatste duel, een groepswedstrijd tijdens de FIFA Arab Cup 2021, werd gespeeld in Ar Rayyan (Qatar) op 1 december 2021.

## Wedstrijden
| № | Plaats      | Datum            | Competitie                   | Wedstrijd         | Uitslag |
| - | ----------- | ---------------- | ---------------------------- | ----------------- | ------- |
| 1 | Constantine | 12 december 1980 | WK 1982 kwalificatie         | Algerije − Soedan | 2 − 0   |
| 2 | Khartoem    | 28 december 1980 | WK 1982 kwalificatie         | Soedan − Algerije | 1 − 1   |
| 3 | Algiers     | 14 oktober 1994  | Afrika Cup 1996 kwalificatie | Algerije − Soedan | 1 − 1   |
| 4 | Khartoem    | 24 april 1995    | Afrika Cup 1996 kwalificatie | Soedan − Algerije | 2 − 0   |
| 5 | Algiers     | 4 juni 2006      | Vriendschappelijk            | Algerije − Soedan | 1 − 0   |
| 6 | Ar Rayyan   | 1 december 2021  | FIFA Arab Cup 2021           | Algerije − Soedan | 4 − 0   |

## Samenvatting
| Competitie              | Totaal gespeeld | Winst Algerije | Gelijk | Winst Soedan | Doelsaldo Algerije – Soedan |
| ----------------------- | --------------- | -------------- | ------ | ------------ | --------------------------- |
| WK-kwalificatie         | 2               | 1              | 1      | 0            | 3 − 1                       |
| Afrika Cup-kwalificatie | 2               | 0              | 1      | 1            | 1 − 3                       |
| FIFA Arab Cup           | 1               | 1              | 0      | 0            | 4 − 0                       |
| Vriendschappelijk       | 1               | 1              | 0      | 0            | 1 − 0                       |
| Totaal                  | 6               | 3              | 2      | 1            | 9 − 4                       |

Wedstrijden bepaald door strafschoppen worden, in lijn met de FIFA, als een gelijkspel gerekend.

## Details

### Derde ontmoeting
| Afrika Cup 1996 kwalificatie (Algiers, Algerije, 14 oktober 1994): |       |                  |
| Algerije                                                           | 1 – 1 | Soedan           |
| Cherif El-Ouzani 64'                                               | goals | 11' Sabri El-Hak |